# Alchemilla suavis
Alchemilla suavis é uma espécie de rosácea do gênero Alchemilla, pertencente à família Rosaceae.